# Lijst van voormalige gemeenten in Zuid-Holland
Dit is een lijst met voormalige Zuid-Hollandse gemeenten.
Als het grondgebied van een opgeheven gemeente over meerdere gemeenten is verdeeld, is het grootste deel bij de eerstgenoemde ontvangende gemeente gevoegd. Grenscorrecties tussen gehandhaafde gemeenten zijn niet in de lijst opgenomen. Vóór 1830 kan de informatie onvolledig zijn.

## Naamgeving bestuurlijke entiteiten
*: nieuw gevormde gemeentelijke entiteit die een naam gekozen heeft, die nog niet eerder is gebruikt door een andere gemeentelijke entiteit

(naamswijziging): een gemeentelijke entiteit die, zonder wijzigingen aan het grondgebied, gekozen heeft voor een nieuwe naam

Bij een herindeling ontstaat altijd een nieuwe bestuurlijke entiteit, de nieuwe entiteit kan ervoor kiezen een oude naam te handhaven. Echter er is juridisch sprake van "samenvoeging met" van de oude entiteit (en geen toevoeging aan), deze informatie is voor de leesbaarheid en herkenbaarheid wellicht hier weggelaten. Bijvoorbeeld Rotterdam is samengevoegd met Rozenburg tot de nieuwe bestuursentiteit Rotterdam.

## 2023
- Brielle > Voorne aan Zee*
- Hellevoetsluis > Voorne aan Zee*
- Westvoorne > Voorne aan Zee*

## 2019
- Binnenmaas > Hoeksche Waard*
- Cromstrijen > Hoeksche Waard*
- Giessenlanden > Molenlanden*
- Korendijk > Hoeksche Waard*
- Leerdam > Vijfheerenlanden* (provincie Utrecht)
- Molenwaard > Molenlanden*
- Noordwijkerhout > Noordwijk
- Oud-Beijerland > Hoeksche Waard*
- Strijen > Hoeksche Waard*
- Zederik > Vijfheerenlanden* (provincie Utrecht)

## 2015
- Bergambacht > Krimpenerwaard*
- Nederlek > Krimpenerwaard*
- Ouderkerk > Krimpenerwaard*
- Schoonhoven > Krimpenerwaard*
- Vlist > Krimpenerwaard*
- Bernisse > Nissewaard*
- Spijkenisse > Nissewaard*

## 2014
- Boskoop > Alphen aan den Rijn
- Rijnwoude > Alphen aan den Rijn

## 2013
- Goedereede > Goeree-Overflakkee*
- Dirksland > Goeree-Overflakkee*
- Middelharnis > Goeree-Overflakkee*
- Oostflakkee > Goeree-Overflakkee*
- Graafstroom > Molenwaard*
- Liesveld > Molenwaard*
- Nieuw-Lekkerland > Molenwaard*

## 2011
- Reeuwijk > Bodegraven-Reeuwijk*
- Bodegraven > Bodegraven-Reeuwijk*

## 2010
- Moordrecht > Zuidplas*
- Nieuwerkerk aan den IJssel > Zuidplas*
- Zevenhuizen-Moerkapelle > Zuidplas*
- Rozenburg > Rotterdam

## 2009
- Alkemade > Kaag en Braassem*
- Jacobswoude > Kaag en Braassem*

## 2007
- Bergschenhoek > Lansingerland*
- Berkel en Rodenrijs > Lansingerland*
- Bleiswijk > Lansingerland*
- 's-Gravendeel > Binnenmaas
- Liemeer > Nieuwkoop
- Ter Aar > Nieuwkoop

## 2006
- Rijnsburg > Katwijk
- Sassenheim > Teylingen*
- Valkenburg > Katwijk
- Voorhout > Teylingen*
- Warmond > Teylingen*

## 2004
- 's-Gravenzande > Westland*
- De Lier > Westland* en Midden-Delfland*
- Maasland > Midden-Delfland*, Westland* en Maassluis
- Monster > Westland*
- Naaldwijk > Westland*
- Schipluiden > Midden-Delfland*, Westland* en Delft
- Wateringen > Westland*

## 2003
- Heerjansdam > Zwijndrecht

## 2002
- Leidschendam > Leidschendam-Voorburg*
- Nootdorp > Pijnacker-Nootdorp*
- Pijnacker > Pijnacker-Nootdorp*
- Vianen (provincie Zuid-Holland) > Vianen (provincie Utrecht)
- Voorburg > Leidschendam-Voorburg*

## 1994
- Nieuwveen > Liemeer (naamswijziging)

## 1993
- Rijneveld > Rijnwoude (naamswijziging)

## 1992
- Moerhuizen > Zevenhuizen-Moerkapelle (naamswijziging)

## 1991
- Benthuizen > Rijneveld*
- Hazerswoude > Rijneveld*
- Koudekerk aan den Rijn > Rijneveld*
- Leimuiden > Jacobswoude*, Nieuwveen en Ter Aar
- Moerkapelle > Moerhuizen*
- Rijnsaterwoude > Jacobswoude* en Ter Aar
- Woubrugge > Jacobswoude* en Alkemade
- Zevenhoven > Nieuwveen
- Zevenhuizen > Moerhuizen*

## 1989
- Driebruggen > Montfoort (provincie Utrecht), Oudewater (provincie Utrecht) en Reeuwijk
- Kamerik, Zegveld, Woerden (provincie Zuid-Holland) > Woerden (provincie Utrecht)

## 1986
- Ameide > Zederik*
- Arkel > Giessenlanden*
- Asperen > Vuren (provincie Gelderland)
- Bleskensgraaf en Hofwegen > Graafstroom*
- Brandwijk > Graafstroom*
- Everdingen > Vianen
- Giessenburg > Giessenlanden*
- Goudriaan > Graafstroom*
- Groot-Ammers > Liesveld*
- Hagestein > Vianen
- Hei- en Boeicop > Zederik* en Vianen
- Heukelum > Vuren (provincie Gelderland), Leerdam, Gorinchem en Giessenlanden*
- Hoogblokland > Giessenlanden*
- Hoornaar > Giessenlanden*
- Kedichem > Leerdam, Zederik* en Giessenlanden*
- Langerak > Liesveld*
- Leerbroek > Zederik*
- Lexmond > Zederik*
- Meerkerk > Zederik* en Giessenlanden*
- Molenaarsgraaf > Graafstroom*
- Nieuwland > Zederik* en Giessenlanden*
- Nieuwpoort > Liesveld*
- Noordeloos > Giessenlanden*
- Ottoland > Graafstroom*
- Oud-Alblas > Graafstroom*
- Schelluinen > Giessenlanden*
- Schoonrewoerd > Leerdam en Vianen
- Streefkerk > Liesveld*
- Tienhoven > Zederik*
- Wijngaarden > Graafstroom*

## 1985
- Ammerstol > Bergambacht
- Berkenwoude > Bergambacht
- Gouderak > Ouderkerk* en Gouda
- Haastrecht > Vlist en Gouda
- Krimpen aan de Lek > Nederlek* en Krimpen aan den IJssel
- Lekkerkerk > Nederlek*
- Ouderkerk aan den IJssel > Ouderkerk* en Krimpen aan den IJssel
- Poortugaal > Rotterdam en Albrandswaard*
- Rhoon > Albrandswaard*
- Stolwijk > Vlist

## 1984
- Goudswaard > Korendijk*
- Heinenoord > Binnenmaas* en Oud-Beijerland
- Klaaswaal > Cromstrijen*
- Maasdam > Binnenmaas* en Strijen
- Mijnsheerenland > Binnenmaas* en Oud-Beijerland
- Nieuw-Beijerland > Korendijk* en Oud-Beijerland
- Numansdorp > Cromstrijen*
- Piershil > Korendijk*
- Puttershoek > Binnenmaas*
- Westmaas > Binnenmaas* en Cromstrijen*
- Zuid-Beijerland > Korendijk*

## 1980
- Abbenbroek > Bernisse*
- Geervliet > Bernisse* en Spijkenisse
- Heenvliet > Bernisse* en Brielle
- Oostvoorne > Westvoorne* en Brielle
- Oudenhoorn > Bernisse*
- Rockanje > Westvoorne*
- Vierpolders > Brielle
- Zuidland > Bernisse*
- Zwartewaal > Brielle

## 1970
- Dubbeldam > Dordrecht
- Oudewater (provincie Zuid-Holland) > Oudewater > (provincie Utrecht)

## 1966
- Den Bommel > Oostflakkee
- Hekelingen > Spijkenisse
- Herkingen > Dirksland en Middelharnis
- Melissant > Dirksland en Middelharnis
- Nieuwe Tonge > Middelharnis
- Ooltgensplaat > Oostflakkee
- Ouddorp > Goedereede
- Oude Tonge > Oostflakkee
- Sommelsdijk > Middelharnis en Dirksland
- Stad aan 't Haringvliet > Middelharnis
- Stellendam > Goedereede en Dirksland

## 1964
- Barwoutswaarder > Bodegraven en Woerden
- Hekendorp > Driebruggen*, Reeuwijk en Oudewater
- Lange Ruige Weide > Driebruggen*, Bodegraven en Reeuwijk
- Papekop > Driebruggen* en Oudewater
- Rietveld > Woerden, Bodegraven
- Waarder > Driebruggen*, Bodegraven en Woerden
- Zwammerdam > Alphen aan den Rijn, Bodegraven, Reeuwijk en Boskoop.

## 1960
- Nieuwenhoorn > Hellevoetsluis, Brielle en Oudenhoorn
- Nieuw-Helvoet > Hellevoetsluis

## 1957
- Giessendam > Hardinxveld-Giessendam*, Giessenburg* en Sliedrecht
- Giessen-Nieuwkerk > Giessenburg*
- Hardinxveld > Hardinxveld-Giessendam*, Giessenburg* en Schelluinen
- Peursum > Giessenburg*

## 1941
- Hillegersberg > Rotterdam
- Kethel en Spaland > Schiedam en Rotterdam
- Overschie > Rotterdam en Schiedam
- Schiebroek > Rotterdam
- Vlaardingerambacht > Vlaardingen, Schipluiden en Schiedam
- IJsselmonde > Rotterdam

## 1938
- Koudekerk > Koudekerk aan den Rijn (naamswijziging)
- Stompwijk > Leidschendam* en Nootdorp
- Veur > Leidschendam*

## 1935
- Zegwaart > Zoetermeer

## 1934
- Hoogvliet > Rotterdam
- Pernis > Rotterdam

## 1923
- Loosduinen > 's-Gravenhage

## 1921
- Hof van Delft > Delft en Schipluiden
- Vrijenban > Delft en Pijnacker

## 1918
- Aarlanderveen > Alphen aan den Rijn*
- Alphen > Alphen aan den Rijn*
- Oudshoorn > Alphen aan den Rijn*

## 1914
- Hoek van Holland (was gemeente 's-Gravenzande) > Rotterdam

## 1905
- Oost- en West-Barendrecht > Barendrecht (naamswijziging)

## 1895
- Charlois > Rotterdam
- Kralingen > Rotterdam

## 1886
- Delfshaven > Rotterdam

## 1881
- Groote Lindt > Zwijndrecht

## 1874
- Katendrecht > Charlois

## 1870
- Broek (Zuid-Holland) > Gouda en Waddinxveen*
- Noord-Waddinxveen > Waddinxveen*
- Sluipwijk > Reeuwijk
- Stein (Zuid-Holland) > Gouda en Reeuwijk
- Zuid-Waddinxveen > Waddinxveen*

## 1868
- Oud- en Nieuw-Mathenesse > Schiedam

## 1865
- Leimuiden (provincie Noord-Holland) > Leimuiden (provincie Zuid-Holland)

## 1857
- Heer Oudelands Ambacht > Groote Lindt
- Kleine Lindt > Heerjansdam
- Kijfhoek > Groote Lindt
- Laagblokland > Ottoland
- De Mijl > 's-Gravendeel en Dubbeldam
- Nederslingelandt > Peursum
- Onwaard > Melissant
- Oukoop > Hekendorp
- Roxenisse > Melissant
- Wieldrecht > 's-Gravendeel en Dubbeldam
- Zuidbroek (Zuid-Holland) > Bergambacht

## 1855
- Abtsregt > Vrijenban
- Achttienhoven > Nieuwkoop
- Ackersdijk en Vrouwenregt > Vrijenban
- Biert > Geervliet
- Bleskensgraaf > Bleskensgraaf en Hofwegen*
- Goidschalxoord > Heinenoord
- Groeneveld > Hof van Delft
- Hodenpijl > Schipluiden
- Hofwegen > Bleskensgraaf en Hofwegen*
- Hoogeveen in Rijnland > Benthuizen
- Hoogmade > Woubrugge
- Meerdervoort > Zwijndrecht
- Middelburg (Zuid-Holland) > Reeuwijk
- Naters > Rockanje
- Nieuwland, Kortland en 's-Graveland > Kethel en Spaland
- Oude en Nieuwe Struiten > Nieuw-Helvoet
- Rijsoort en Strevelshoek > Ridderkerk
- Sandelingen-Ambacht > Hendrik-Ido-Ambacht
- Schuddebeurs en Simonshaven > Geervliet
- Sint Maartensregt > Schipluiden
- Spijk > Heukelum (provincie Gelderland)
- Stormpolder > Krimpen aan den IJssel
- Strijensas > Strijen
- Tempel > Berkel en Rodenrijs
- De Vennip > Hillegom
- Vrije en Lage Boekhorst > Alkemade
- Zouteveen > Vlaardingerambacht

## 1854
- Kalslagen > Leimuiden

## 1846
- Benthorn > Benthuizen
- Ruiven > Pijnacker
- Rijsoord > Rijsoort en Strevelshoek*
- Strevelshoek > Rijsoort en Strevelshoek*
- Vliet > Haastrecht
- Zuidwijk > Boskoop

## 1842
- Albrandswaard > Poortugaal en Rhoon

## 1841
- Vrijhoeven > Ter Aar

## 1837
- Oost-Barendrecht > Oost- en West-Barendrecht*
- West-Barendrecht > Oost- en West-Barendrecht*

## 1833
- Biesland > Vrijenban
- Hoog- en Woud-Harnasch > Hof van Delft
- Hoogeveen (Delfland) > Nootdorp
- Nieuwveen (Delfland) > Nootdorp

## 1832
- Cillaarshoek > Maasdam
- 's-Gravenambacht > Pernis
- Sint Anthoniepolder > Maasdam

## 1821
- Cabauw (provincie Holland) > Cabauw (provincie Utrecht)
- Zevender (provincie Holland) > Zevender (provincie Utrecht)
- Zuid-Polsbroek (provincie Holland) > Zuid-Polsbroek (provincie Utrecht)
- Lange Ruige Weide (provincie Utrecht) > Lange Ruige Weide (provincie Holland)
- Oukoop (provincie Utrecht) > Oukoop (provincie Holland)
- Papekop (provincie Utrecht) > Papekop (provincie Holland)

## 1819
- Niemandsvriend > Sliedrecht
- 't Woudt > Schipluiden

## 1818
- Waarder (provincie Utrecht / Holland) > Waarder (provincie Holland), Lange Ruige Weide, Papekop, Oukoop (provincie Utrecht) (splitsing)
- Oprichting van de gemeente Hoog- en Woud-Harnasch uit een deel van de gehandhaafde gemeente 't Woudt

## 1817
- Oprichting van de gemeente Biert uit een deel van de gehandhaafde gemeente Geervliet
- Oprichting van de gemeente Hoogeveen (Delfland) uit een deel van de gehandhaafde gemeente Nootdorp
- Oprichting van de gemeente Nieuwveen (Delfland) uit een deel van de gehandhaafde gemeente Nootdorp
- Oprichting van de gemeente Schuddebeurs en Simonshaven uit een deel van de gehandhaafde gemeente Geervliet
- Polsbroek (provincie Utrecht / Holland) > Cabauw, Vliet, Vlist, Zevender, Zuid-Polsbroek (provincie Holland), Polsbroek (provincie Utrecht) (splitsing)
- Waarder (provincie Utrecht / Holland) > Barwoutswaarder, Hekendorp (provincie Holland), Waarder (provincie Utrecht / Holland) (splitsing)

## 1814
- Cabauw (gemeente Polsbroek) > van provincie Utrecht naar Holland
- Vliet (gemeente Polsbroek) > van provincie Utrecht naar Holland
- Vlist (gemeente Polsbroek) > van provincie Utrecht naar Holland
- Zevender (gemeente Polsbroek) > van provincie Utrecht naar Holland
- Zuid-Polsbroek (gemeente Polsbroek) > van provincie Utrecht naar Holland

N.B. Gemeente Polsbroek ligt hiermee in twee provincies tegelijk.
- Barwoutswaarder (gemeente Waarder) > van provincie Utrecht naar Holland
- Hekendorp (gemeente Waarder) > van provincie Utrecht naar Holland
- Waarder (gemeente Waarder) > van provincie Utrecht naar Holland

N.B. Gemeente Waarder ligt hiermee in twee provincies tegelijk.

## 1812
- Hoog- en Woud-Harnasch met Groeneveld > 't Woudt

## 1811
- Oprichting van de gemeente Bergschenhoek* uit delen van de gehandhaafde gemeenten Hillegersberg en Rotterdam
- Cool > Rotterdam